# 데이브 윈필드
데이비드 마크 윈필드(David Mark Winfield, 1951년 10월 3일 ~ )는 미국의 전 메이저 리그 야구 선수로 우익수이다. 그는 현재 메이저 리그 야구 선수 협회의 행정 관리자에 특별 수석인이다. 자신의 22년 경력에 그는 6개의 팀에서 활약하였다 - 샌디에이고 파드리스, 뉴욕 양키스, 캘리포니아 에인절스, 토론토 블루제이스, 미네소타 트윈스와 클리블랜드 인디언스.
윈필드는 12회의 MLB 올스타이며, 7회의 골드 글러브 상과 6회의 실버 슬러거 상 수상자이다. 파드리스는 윈필드의 유니폼 번호 31번을 그의 명예에 영구결번시켰다. 그는 양키스와 인디언스에서 활약하는 동안에도 31번 셔츠를 입고, 에인절스, 블루제이스와 트윈스에서는 32번 셔츠를 입었다.
2004년 ESPN은 여러 스포츠에서 3번째로 최고의 만능 선수로 임명하였다. 그는 야구 명예의 전당과 칼리지 야구 명예의 전당의 회원이다.

## 청소년과 대학 경력
윈필드는 바비 톰슨이 뉴욕 자이언츠를 위해 자신의 페넌트 우승 홈런을 타격한 같은 날에 태어나 미네소타주 세인트폴에서 자라왔다. 그가 3세 때 부모는 이혼하고, 그와 형 스티븐은 모친과 이모, 삼촌, 조부모와 사촌의 큰 확장된 가족에 의하여 길러졌다.
윈필드 형제는 세인트폴의 옥스퍼드 운동장에서 자신들의 운동 실력을 숫돌로 갈았다. 윈필드는 자신의 고등학교의 시니어 해까지 방대한 6 피트 6 인치의 선수가 되지 않았다.
그는 자신이 골든 고퍼스를 위하여 야구와 농구에 나간 미네소타 대학교에서 1969년 완전한 야구 장학금을 받았다. 그의 대학 야구 감독은 전 MLB 선수 딕 시버트였다. 그의 농구 감독은 후에 ABA와 NBA에서 총감독이 되고 윈필드를 자신이 코치를 맡은 선수들 중에 최고의 리바운더로 언급한 빌 머슬먼이었다. 윈필드의 1972년 미네소타 팀은 53년 만에 빅텐 농구 선수권을 우승하였다. 또한 그해 시즌 동안에 그는 오하이오 주립 대학교와 경기에서 싸움에 관련되었다.
윈필드는 또한 2개의 시즌(1971~72)을 위하여 알래스카 골드플래너스를 위하여 활약하였으며, 1972년의 MVP였다. 1973년 그는 투수로서 올아메리칸에 임명되고 칼리지 월드 시리즈의 MVP로 선정되었다. 대학 경력에 이어 윈필드는 3개의 다른 스포츠에서 4개의 팀들에 의하여 발탁되었다. 샌디에이고 파드리스는 MLB 드래프트에서 4번째로 전체의 선택으로서 그를 투수로서 뽑았고, 애틀랜타 호크스(NBA)와 유타 스타즈(ABA)도 그를 선택하였다. 자신이 대학 미식축구를 한적이 없어도 미네소타 바이킹스는 NFL 드래프트의 17번째 라운드에서 윈필드를 뽑았다.

## 샌디에이고 파드리스 (1973~80)
윈필드는 야구를 선택하고 샌디에이고 파드리스가 첫 라운드 드래프테에서 그에 서명을 하고 메이저 리그들에 그를 곧바로 승진시킬 때 또 다른 우수성을 얻었다. 그가 투수였어도 파드리스는 정렬에 그의 강력한 배트를 원하였고, 윈필드가 자신의 "소총팔"을 이용할 수 있던 우익수에 그를 놓았다. 그는 과업으로 향상시켜 자신의 첫 시즌 56개의 게임에서 .277 루타를 쳤다.
다음 몇년 동안에 그는 샌디에이고에서 올스타 선수였으며, 차차 자신의 힘과 총계의 루타를 늘였다. 1977년 뉴욕의 양키 스타디움에서 자신의 첫 올스타 경기에 나왔으며, 국내적 스타 지위로 나타났다. 1978년 그는 파드리스의 팀 주장으로 임명되고, 1979년 34개의 홈런과 118 타점과 함께 .308 루타를 쳤다. 자유 계약 선수가 되기 전에 그는 파드리스와 함께 1개의 시즌을 더 뛰었다.

## 뉴욕 양키스 (1981~90)

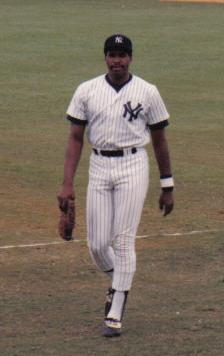
1983년 봄 훈련 중의 윈필드

1981년 뉴욕 양키스의 소유자 조지 스타인브레너는 윈필드를 2천 3백만 달러 계약에서 10년으로 서명을 하면서 경기의 가장 높은 임금 선수로 임명하였다. 스타인브레너는 수치스러운 공공적 불화롤 이끈 오해인 자신이 윈필드를 실수로 1천 6백만 달러를 위해 서명한 줄 알았다.
윈필드는 자신의 양키스 계약을 통하여 가장 높은 등급의 선수들 중의 하나였다. 그는 1981년 양키스를 아메리칸 리그 우승기로 이끄는 데 주요 요인이었으나 그러고나서 6개의 경기들에서 양키스가 로스앤젤레스 다저스에게 패한 표준 수준의 월드 시리즈를 가졌다. 자신의 단 하나의 시리즈 타격을 얻은 후, 윈필드는 농담으로 공을 요구하였다. 스타인브레너는 이 일은 유머적으로 찾지 않고 시리즈의 끝에서 윈필드를 비판하였다. 그의 동료들과 비교하여 많은 해설자들이 윈필드의 공식적 이후의 시즌 정체 기간이 얼마간 과장되어 말하였다. 신나는 1981년 아메리칸 리그 디비전 시리즈에서 윈필드는 2개의 더블과 1개의 트리플에와 함께 .350 루타를 치고, 양키스가 밀워키 브루어스에 승리를 거두는 데 도움을 준 어떤 중요한 방어적 플레으를 만들었다. 대부분의 파트를 위한 팀의 공격은 일치하지 않았고, 그들은 또한 레지 잭슨과 그레이그 네틀스에게 주요 부상들에 의하여 저지되었다.
윈필드는 스타인브레너의 익살스러움이 자신의 플레이에 영향을 끼치지 않도록 하였다. 그는 눈부신 1982년 시즌에서 37개의 홈런을 쳤다. 1983년 8월 4일 윈필드는 토론토의 엑시비션 스타디움에서 열린 경기의 5번째 치기가 있기 전에 준비 운동을 하는 동안 공을 던지면서 갈매기를 죽였다. 경기가 끝난 후, 그는 온타리오 주립 경찰서로 데려와져 고발되었다. 그는 500 달러의 보증금을 내고 풀려났고, 고발은 중단되었다. 휴식 시즌에 윈필드는 토론토로 돌아와 6만 달러를 모금한 이스트 실즈 경매를 위한 2개의 벽화를 기증하였다.
1981년부터 1984년을 통하여 윈필드는 MLB에서 가장 효과적인 달리기 제작자였다. 1984년 그와 그의 동료 선수 돈 매팅리는 시즌의 마지막 날에 매팅글리가 .003 점에 의하여 우승한 타격 타이틀을 위하여 추억적인 경주에 있었으며, 윈필드는 .340 평균과 함께 완료하였다. 경주의 마지막 몇주에 팬들이 매팅글리에게 공평할 때 대부분의 감시자들에게 명백하게 되었다.
1985년 스타인브레너는 뉴욕 타임스의 기자 머리 채스에게 "레지 잭슨이 어디 있습니까? 우리는 미스터 옥토버 혹은 미스터 셉템버가 필요합니다. 윈필드는 미스터 메이입니다."하고 말하면서 윈필드를 조롱하였다. 이 비난은 1981년 월드 시리즈 이후에 스타인브레너에게 진술을 인용하면서 시대 착오가 되었다. 미스터 메이라는 별명은 자신이 블루제이스와 함께 1992년 월드 시리즈를 우승할 때까지 윈필드와 함께 살았다.
80년대 후반을 통하여 스타인브레너는 정규적으로 윈필드에 관한 경멸적이고 창작적인 이야기를 기자 회견에 누설시켰다. 그는 또한 양키스 감독들에게 윈필드를 타격 명령에서 격하시키고 벤치에 앉히도록 강요하였다. 윈필드는 지속적으로 양키스와 가장 좋은 수를 올리고, 1982년과 1988년 사이에 744개의 달리기를 몰고 모든 시즌에서 올스타 게임에 나가는 데 선택되었다. 윈필드는 양키스로서 자신의 화려한 외야 플레이로 인하여 5개의 골든 글로브상을 수상하였다.
1989년 윈필드는 등의 부상으로 인하여 전체의 시즌을 놓쳤다. 1990년 스타인브레너와 윈필드 사이의 불화는 스타인브레너가 윈필드에 당황케 하는 정보를 위하여 4만 달러를 낸 마피아와 연결된 도박꾼 호위 스피라와 연결의 이유로 양키스를 운영하는 데 쫓겨난 포인트로 확대되었다. 하지만, 정직은 2년 밖에 못가고, 윈필드는 중간의 시즌을 캘리포니아 에인절스로 이적하였다.

## 후반의 경력과 은퇴

### 캘리포니아 에인절스 (1990~91)
윈필드는 1990년 시즌 동안에 마이크 위트를 위하여 이적되고 "올해의 스포팅 뉴스 컴백 플레이어 상"을 받았다. 1991년 6월 캔자스시티 로열스를 상대로 순환을 위하여 타격을 한 그는 게임에서 5를 위하여 5개를 쳤다. 그는 자신의 고향에서 트윈스를 상대로 자신의 400개 홈런 기록을 세우기도 하였다.

### 월드 시리즈 챔피언 토론토 블루제이스 (1992)
자신의 40세 생일 후에 윈필드는 아직도 영리적인 타격 선수였다. 1991년 12월 9일 그들의 지명 대타자로서, 그리고 자신이 우익에서 시기적으로 익숙한 자세를 취할 때 "윈필디언" 플레이를 만은 토론토 블루제이스와 계약을 맺었는데 한때 야쿠르트 이적설이 있었다. 그는 1992년 시즌에 26개의 홈런과 .290 루타와 108개의 타점을 쳤다.
블루제이스를 위하여 빛나는 막대기가 되는 데 증명한 윈필드는 자신의 세력 있는 배트는 물론 지도력과 경험을 마련한다. 윈필드는 팬이 가장 좋아하는 선수였고 또한 팬의 참가를 요구하기도 하였다. 8월에 그는 더 많은 관중들의 소음을 위한 인터뷰가 있는 동안에 준비된 팬들에게 감동하는 탄언을 만들었다. "윈필드가 소음을 원한다"란 명언은 시즌의 나머지를 위하여 인기있는 슬로건이 되어 T셔츠, 인형, 단추와 사인들에 나왔다.
블루제이스는 페넌트를 우승하여 자신의 이전 공식전 이후 시즌의 무용을 위한 회수에서 윈필드에게 기회를 주었다. 월드 시리즈의 6번째 경기에서 토론토를 위하여 월드 시리즈를 우승하는 데 애틀랜타 브레이브스의 찰리 라이브란트를 상대로 11번째 이닝 오프에서 우승하는 경기의 2개의 런 더블을 넘겨주면서 "미스터 제이"가 되었다. 41세의 나이로 윈필드는 피트 로즈와 이노스 슬로터에 이어 월드시리즈에서 여분의 베이스 히트를 친 3번째 연장자 선수가 되었다.

### 만찬을 위한 윈필드 (1993 ~ 95)
1992년 시즌 후에 윈필드는 자유 계약을 승인받고, 나이에 불구하고 플레이의 높은 수준에서 지속적으로 상연을 가진 자신의 고향에서 미네소타 트윈스와 계약을 맺었다. 1993년 트윈스를 위하여 대부분 지명 대타자로서 그는 21개의 홈런가 함께 .271 루타를 치고 143개의 경기에 나왔다. 9월 16일 41세의 나이로 그는 오클랜드 어슬래틱스 최종회 데니스 에커슬리를 상대로 싱글 오프와 함께 자신 경력 3000번째 타격을 수집하였다.
이듬해 8월 12일에 시작된 1994년 야구 스트라이크가 일어난 동안에 윈필드는 클리블랜드 인디언스로 이적하였다. 그해 시즌은 2주 일찍 멈추어져 윈필드는 그해에 인디언스를 위하여 활약하지 않고 교환에서 아무 선수도 임명되지 않았다. 이적을 진정시키는 데 인디언스와 트윈스의 총장들은 만찬에 참석하였는데 이 일은 윈필드가 만찬을 위하여 이적되는 데 메이저 리그 역사상 단 하나의 선수로 만들었으며 한때 샌디에고 복귀설이 있었으나 MLB 파업 파동에 휩쓸리면서 좌절됐다.
이제 MLB의 연장자 선수였던 윈필드는 10월에 다시 승인된 자유 계약 선수였으나 1995년 4월 봄 훈련이 시작되면서 인디언스와 다시 계약을 맺었다. 회전 주먹의 부상이 그를 시즌의 대부분에 장애 명단에 놓았다. 그는 46개 만의 경기에서 활약하고 41년 만에 클리블랜드의 첫 페넌트 우승자를 위하여 .191 루타를 쳤다.

### 명예와 수상
1996년 야구에서 은퇴하고 자신 적격의 첫 해에서 2001년 야구 명예의 전당으로 선출되었다. 그는 소문에 의하여 양키스 소유자 조지 스타인브레너를 지겹게 한 운동인 쿠퍼스타운에 헌액된 첫 샌디에이고 파드리스의 선수였다.
1998년 윈필드는 샌디에이고 챔피언 전당에 의하여 브라이트바드 명예의 전당에 헌액되었다.
1999년 윈필드는 "The Sporting News list of Baseball's Greatest Players"에 랭킹 94위에 들어오고 메이저 리그 야구 올센츄리 팀을 위한 후보였다.
그는 2000년 샌디에이고 파드리스 명예의 전당에 헌액되었다. 파드리스는 2001년 4월 14일 윈필드의 번호 31번을 영구 결번시켰다.
2006년 7월 4일 윈필드는 칼리지 야구 명예의 전당에 그 개회식 클래스에서 헌액되었다.
2010년 윈필드는 내셔널 스포츠 리뷰 투표에서 스포츠 사상 최고의 좌익수로 뽑히고 NCAA 남자 칼리지 월드시리즈 전설 팀의 28명 일원들 중의 하나로 선택되었다. 그해 빅텐 네트워크는 빅텐 컨퍼런스 "아이콘" 랭킹의 15위에 올려놓았다.
샌디에이고 펫코 파크에서 열린 2016년 메이저 리그 야구 올스타 경기는 윈필드에게 봉납되는 게 기대되었다. 그는 샌디에이고에서 첫 올스타 경기에서 파드레스가 경기를 가지는 데 대표하였다.

### 은퇴 이래의 생애

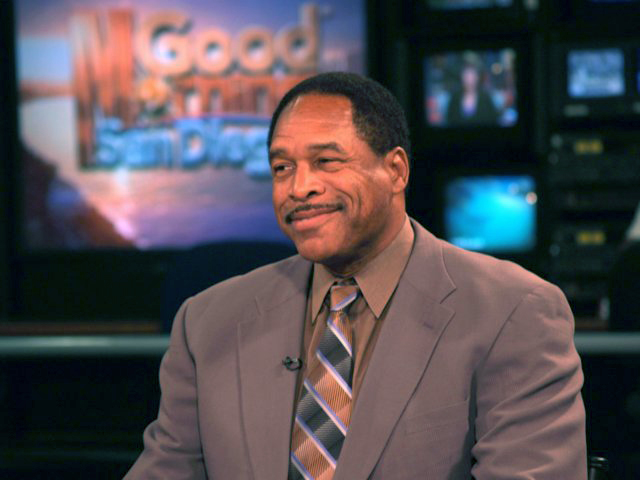
2006년의 데이브 윈필드

1996년 윈필드는 폭스에서 토요일 MLB 보도를 위한 스튜디오 분석자로서 새 메이저 리그 베이스볼 프로그램에 가입하였다.
2001년부터 2013년까지 샌디에이고 파드리스의 시니어 조언자 겸 부총장을 지냈다.
2006년 자신이 사회자와 내레이터를 맡으면서 야구 역사를 축제벌이는 콘서트의 시리즈인 베이스볼 뮤직 프로젝트를 창조하는 데 지휘자 밥 톰슨과 팀을 이루었다.
2008년 윈필드는 양키 스타디움에서 열린 올드 타이머스 데이 마지막 기념식과 마지막 게임 기념식에 참석하였다. 그해 6월 5일 메이저 리그 베이스볼은 생존하는 니그로 리그 베이스볼 선수들이 인종의 기초에서 주요 리그들로부터 자신들의 제외를 인정하고 수정하는 데 그들의 특별 드래프트를 개최하였다. 특별 드래프트의 아이디어는 윈필드에 의하여 착상되었다. 각각의 야구 팀은 니그로 리그에서 온 1명의 선수를 뽑았다.
2009년 3월 31일 윈필드는 〈베이스볼 투나잇〉에 분석자로서 ESPN에 가입하였다.
2013년 12월 5일 그는 메이저 리그 야구 선수 협회의 행정 관리자 토니 클라크에게 특별 수석인으로 임명되었다.
2014년 7월 14일에는 세인트폴 출신 동료 선수들 조 마우어, 폴 몰리터와 잭 모리스와 함께 홈런 더비에서 첫 던지기를 던지는 트윈스로 돌아왔다.
2016년 3월에 윈필드는 오바마 대통령의 쿠바 방문 중에 메이저 리그 베이스볼을 대표하는 데 도움을 주었다. 3월 21일 그는 조 토리, 데릭 지터와 루이스 티안트와 아바나에서 기자 회견을 주고, 다음날 탬파 베이 레이스와 쿠바 국가 대표팀 사이의 경기에 참석하였다.
윈필드는 현재 부인 토니야, 그리고 샤넬과 쌍둥이 데이비드 2세와 애리얼과 함께 캘리포니아주에서 살고 있다.

## 데이비드 M. 윈필드 재단

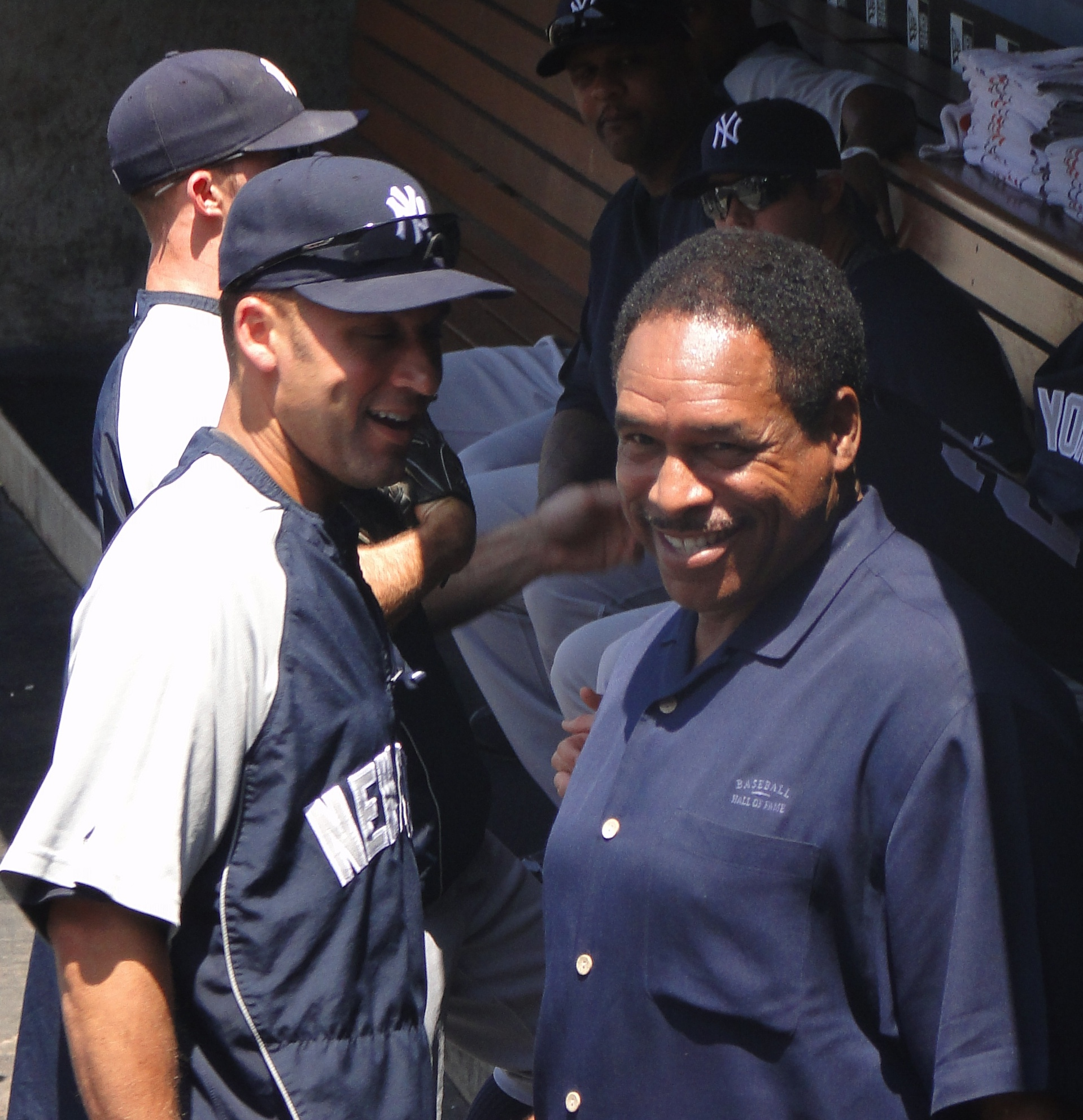
데릭 지터와 다저 스타디움에서 (2010년)

박애주의에 관련된 일로 잘 알려진 윈필드는 자신의 프로적 선수 경력의 시작으로부터 자신이 활약한 공동체들에 돌려 주기 시작하였다. 1973년 파드리스와 자신의 해에 그는 경기를 관람하러 가는 데 돈을 못 낸 가족들을 위하여 파드리스로 표를 사주기 시작하였다. 그러고나서 샌디에이고 스크립스 진료사와 함께 파트너를 이루면서 균등화에 건강 진료소들을 추가하였다. 자신이 블루제이스에 가입할 때 그는 파드리스 경기에 참석한 동료 선수 데이비드 웰스가 "윈필드 키즈" 중의 하나였다는 것을 배웠다.
자신의 고향 세인트폴에서 그는 장학금 프로그램을 시작하였다. 1977년 그는 권리가 적은 청소년들을 위하여 데이비드 M. 윈필드 재단으로 알려진 공식적 자선 기구로 자신의 노력들을 결성하였다.
자신의 월급이 인상되면서 재단 프로그램은 휴일 저녁 식사 경품과 국내 장학금을 포함하는 데 확장되었다. 1978년 샌디에이고가 올스타 경기를 개최하고 윈필드는 자신의 부속 건물 표의 덩어리를 가져왔다. 그러고나서 그는 지방 라디오 방송국에 가 소홀히 "샌디에이고의 전체 어린이들"을 참석하는 데 초대하였다. 기대하지 않은 관중들을 숙박시키는 데 재단은 어린이들을 배트를 치는 연습에 데려왔다. 올스타 오픈 연습은 메이저 리그 베이스볼에 의하여 채택되어 오늘까지 지속되고 있다.
윈필드가 뉴욕 양키스에 가입할 때 그는 윈필드 재단을 위한 자신의 계약의 3백만 달러 옆에 세웠다. 그는 뉴저지주 티어넥에 있는 자택 근처에 있는 해캔잭 대학교 의료소에 데이브 윈필드 영양 센터에 투자하였다.
윈필드 재단은 또한 스타인브레너의 윈필드와 공공적 불화에 논쟁의 주사위가 되었다. 스타인브레너는 재단이 기금을 잘못 다루고 가끔 장기적으로 가격이 드는 법원 싸움의 결과를 가져온 기구에 후원 납입을 두었다고 단언하였다. 그 일은 또한 스타인브레너가 윈필드의 월급의 일부를 감추웠다는 사실에서 스타인브레너가 재단에 공헌하고 있었다는 출연을 창조하기도 하였다. 최후로 재단은 기금의 전부를 받고 찾아내지 않았다고 증명한 부적당들을 단언하였다.
윈필드의 박애주의적 노력들은 자신의 온필드 플레이로서 많은 MLB 선수들에 많은 영향을 주었다. 윈필드의 운동 경기 열과 인도주의를 위하여 그를 우상화한 양키스의 데릭 지터는 윈필드를 자신의 소유하는 턴 2 재단을 위한 영감으로서 신용하고 있다. 차례로 윈필드는 지속적으로 기금을 모으고 지터의 재단을 위한 인식, 그리고 많은 다른 단체들을 위하여 도움을 주고 국가를 통하여 일으키고 있다.
1. ↑  문갑식 (1991년 11월 19일). “美(미)윈필드 23억원에 팔린다”. 조선일보. 2024년 5월 19일에 확인함.
2. ↑  Matt Monagan (2022년 2월 13일). “Dave Winfield traded for a dinner? An investigation”. MLB. 2024년 5월 19일에 확인함.